# Датчик движения
Да́тчик движения (перемещения) (англ. motion sensor) — техническое средство, служащее для опредения изменения положения тел в пространстве. Датчики могут определять линейные и угловые перемещения. Для реагирования на определенную величину перемещения датчики могут иметь выход с релейными характеристиками. Термин датчик движения используется в случае, если определяется присутствие объекта, меняющего свое положение;:251 датчик перемещения — в случае, если определяется изменение координат объекта, меняющего свое положение.:278 Видеодетекторы движения применяются совместно с видеокамерами и срабатывают при изменении изображения, передаваемого камерой.
Датчики движения, используемые в сетях сигнализации, называются охранными извещателями. Сближение с объектом, движущимся по определенной траектории, обнаруживается путевыми датчиками.
В машиностроении, точном приборостроении, производстве цифровой электроники, робототехнике и т. д. подавляющее число контролируемых в технологических процессах параметров связано с угловыми и линейными перемещениями.:6

## Преобразователи перемещения
Линейные или угловые перемещения объекта преобразуются в выходные сигналы с помощью преобразователей перемещения. Они используются как в датчиках движения (перемещения), так и в механизмах датчиков других типов.:279
Работа датчика движения основана на анализе волн различных типов (акустических, оптических или радиоволн), поступающих на датчик из окружающей среды.
В зависимости от того, излучает ли сенсор сам эти волны и анализирует их после отражения или только получает волны извне, датчики делятся на:
- активные;
- пассивные;
- комбинированные, в таких датчиках одна часть датчика посылает волны, а удалённая от неё вторая часть получает их.

Большинство существующих датчиков движения представляет собой некоторую комбинацию физических принципов работы, причём датчики одного типа волн, как правило, используют один механизм для их создания и обработки.
Наиболее распространенные датчики:
- пассивные инфракрасные датчики (PIR), самые доступные и распространенные датчики движения в принципе[8], инфракрасные датчики составляют около 50 % применяемых по всему миру сенсоров движения[9]. Широко применяются как для автоматического включения электрического освещения и кондиционеров, в автоматических дверях, так и для охранной сигнализации;
- активные ультразвуковые, микроволновые и томографические датчики;
- комбинированные фотоэлектрические и инфракрасные датчики.

Каждый принцип имеет свои недостатки, иногда допуская ложные тревоги и несрабатывания в нужных случаях. Чтобы снизить вероятность ложного срабатывания, датчики иногда объединяют две технологии в одном устройстве (например, инфракрасная и ультразвуковая). Но это, в свою очередь, повышает уязвимость датчика, поскольку он становится менее надёжным и может в результате не сработать, даже когда должен.

### Инфракрасный
Принцип действия инфракрасного датчика основан на анализе теплового (инфракрасного) излучения. Пассивный инфракрасный датчик (PIR) при этом не испускает никакого излучения, а только анализирует приходящие тепловые лучи.
Внутри датчика располагаются обычно два чувствительных элемента, измеряющих поток инфракрасного излучения. Перед каждым из чувствительных элементов датчика установлена линза Френеля, фокусирующая на нём падающие на датчик инфракрасные лучи.
Простейший датчик сконструирован так, что внешнее пространство «разделено» между двумя линзами и чувствительными элементами, каждая из линз проецирует тепловое излучение из своей зоны обзора на свой чувствительный элемент. В обычных условиях интенсивность поступающего на обе части датчика излучения примерно одинакова. Когда в поле зрения появляется излучающий инфракрасные лучи объект (например, человек), излучение сначала попадает в поле зрения только одной части датчика, при этом показания двух чувствительных элементов начинают различаться, и это является сигналом движения.
В реальных условиях датчик с двумя линзами был бы слишком ненадёжен, поэтому во многих моделях датчиков устанавливают не одну пару линз, а несколько десятков. Линзы датчиков легко заметны на корпусе — это характерная ячеистая структура с полупрозрачным окошком, за которым располагаются чувствительные элементы.
Для экономии места и материалов датчик конструируют так, что все линзы фокусируют входящее излучение только на двух чувствительных элементах. Таким образом окружающее пространство разделяется на зоны обзора между парами линз, каждая из которых способна фиксировать движение в своей зоне обзора.
В основном в качестве чувствительного элемента используются пироэлектрические чувствительные элементы. Менее распространены термопарные датчики, микроболометры и полупроводниковые детекторы инфракрасного излучения из арсенид галлия-индия (InGaAs) и теллурид ртути-кадмия (MCT).

### Ультразвуковой
См. также Эхолокация
Принцип работы ультразвукового датчика основан на измерении звуковых волн за порогом слышимости.
Специальный элемент внутри датчика периодически излучает пачки ультразвуковых волн. После посылки датчик переключается в режим приёма и ожидает возврата отраженных волн, принимает и затем анализирует их.
Если обстановка в зоне наблюдения датчика остаётся неизменной, посланный пакет волны каждый раз возвращаются отраженными одинаковым, но если происходит движение, то волны изменяются по интенсивности или по частоте (эффект Доплера), на основании чего делается вывод, что обстановка в зоне наблюдения изменилась. Когда величина этих изменений превышают установленный порог чувствительности, датчик срабатывает.
В качестве генератора ультразвука в датчике обычно используется кварцевый или керамический пьезоэлектрический излучатель или специальная мембрана, вибрирующая под действием электростатического поля.

### Радиоволновой
Томографические (радиоволновые) и микроволновые датчики действуют так же, как ультразвуковые, но анализируют отражение не акустических, а радиоволн.
Поскольку радиоволны способны проходить через неметаллические преграды, например через стены и деревянную мебель, радиоволновые датчики пригодны для контроля пространства за такими преградами. Радиоволновые датчики достаточно дорогие, и потому их обычно используют для наблюдения за большими коммерческими площадями, к примеру за складскими помещениями.

### Фотоэлектрический
Принцип действия фотоэлектрического датчика основан на обнаружении прерывания пучка световых лучей, при затенении которого он срабатывает. Обычно этот датчик состоит из двух частей, одна из которых испускает свет, а другая принимает. В приёмной части находится фотоприёмник, в котором под действием падающего света возникает электрический ток. Когда световой пучок перекрывается каким-либо телом, на приёмник перестаёт падать свет, и датчик срабатывает.
Известный пример использования такого датчика — в турникетах метрополитена, которые захлопываются перед пассажирами при пересечении ими светового пучка без оплаты проезда.
В фотоэлектрических датчиках также часто используют невидимое инфракрасное излучение.

## Датчик присутствия
Датчик присутствия представляет собой более чувствительную версию датчика движения, в основе обоих датчиков лежат одни и те же принципы. Однако, к примеру, если в инфракрасном датчике движения используются несколько десятков пар линз, которые таким образом делят окружающее пространство на несколько десятков зон наблюдения, то в датчике присутствия применяются несколько сотен пар линз. Таким образом, каждая пара линз обозревает небольшой участок пространства, что позволяет ей фиксировать даже небольшие движения, вплоть до движения пальцев по клавиатуре. Возможно и применение охлаждаемого чувствительного элемента вместо неохлаждаемого для обычных датчиков движения, с помощью микромодуля Пельтье, встроенного в корпус электронного компонента.

## Взаимодействие с другими устройствами
Поскольку датчики лишь фиксируют изменения внешней среды, они почти всегда используются во взаимодействии с другими устройствами, которые при срабатывании датчика выполняют требуемые действия:
- включают тревогу;
- рассылают уведомления;
- включают или выключают освещение и другие приборы;
- изменяют параметры работы климатической техники или других устройств.

## Использование
Датчики движения и присутствия широко применяются в повседневной жизни, прежде всего в домашней автоматизации и автоматизации зданий для:
- распознавания несанкционированного проникновения в помещение;
- автоматизации освещения;
- автоматизации климата.

Например, использование датчиков движения и присутствия для автоматизации освещения и кондиционирования позволяет сократить потребление энергии на 40 %, а расходы на освещение на 60—70 %.

### Автоматизация освещения
См. также Автоматизация освещения
При обнаружении движения датчик движения или датчик присутствия может автоматически включать или выключать освещение и менять его яркость, сразу после срабатывания или с задержкой.
В общем случае датчик через контроллер передает соответствующие команды на выключатель (фактически датчик лишь сообщает контроллеру о движении в помещении, а уже контроллер в соответствии с оставленными владельцем инструкциями отдает назначенные команды выключателям освещения). Существуют также и выключатели со встроенными датчиками движения, как правило, они используются в общественных и коммерческих местах: офисах, складах, подъездах.
Вместо выключателя может использоваться любой другой контроллер управления освещением, например RGB-контроллер для управления светодиодной лентой или «умная лампа».

### Автоматизация климата
Срабатывание датчика может автоматически изменить режим работы климатических систем по пожеланиям владельца. При этом он посылает сигнал в контроллер о признаке движение, а контроллер выдаёт воздействия в соответствии с заложенной программой, например, команды климатической системе включиться, отключиться или изменить режим работы.
Например, если в холодное время года датчик обнаруживает присутствие людей в помещении, контроллер передаёт установленному на отопительном приборе терморегулятору или регулятору температуры «тёплого пола» команду на повышение температуры. Если в жаркое время года датчик не обнаруживает присутствия людей, то контролер даёт команду кондиционеру снизить интенсивность охлаждения.

## Перспективы применения
Сенсоры движения широко распространены, аналитики рынка ожидают роста их использования на 13—14 % ежегодно до 2020 года.
Применение датчиков движения и присутствия в жилых домах и офисах, как прогнозируют специалисты, будет в этот же период расти на 20 % в год, при этом наибольший рост ожидается в Европе и России, прежде всего в сфере защиты от постороннего проникновения и в других аспектах домашней автоматизации.